# Safety, Fun, and Learning (In That Order)
Safety, Fun, and Learning (In That Order) è il primo album discografico in studio del gruppo musicale indie rock statunitense We Are Scientists, pubblicato nel 2002.

## Tracce
1. Over and Out – 3:15
2. Ode to Star L23 – 3:49
3. Spotomatic Freeze – 3:27
4. The Bomb Inside the Bomb – 3:05
5. Human Technology Will Render You Obsolete – 2:53
6. The Creeper – 3:34
7. What Gives? – 2:40
8. Mothra Versus We Are Scientists – 3:33
9. Making a Go – 2:54
10. Trickster – 2:14
11. Easykill – 3:19
12. The Method – 4:13